# مسجد رحیم آل آقا
مسجد رحیم آل آقا مربوط به دوره قاجار است و در کرمانشاه، خیابان جوانشیر، جنب پل هوایی واقع شده و این اثر در تاریخ ۲۰ اردیبهشت ۱۳۸۶ با شمارهٔ ثبت ۱۹۰۴۹ به‌عنوان یکی از آثار ملی ایران به ثبت رسیده است.